# Kramolín (Třebíči járás)
Kramolín település Csehországban, a Třebíči járásban. Kramolín Popůvky, Kladeruby nad Oslavou, Mohelno, Slavětice és Dalešice településekkel határos. Lakosainak száma 132 fő (2024. január 1.).

## Népesség
A település lakosságának változását az alábbi diagram mutatja:
| Lakosok száma | 149  | 156  | 201  | 147  | 148  | 121  | 119  | 123  | 125  | 132  |
|               | 1869 | 1890 | 1921 | 1950 | 1980 | 2001 | 2017 | 2019 | 2022 | 2024 |